# فرد فینی
فرد فینی (انگلیسی: Fred Finney; ۱۰ مارس ۱۹۲۴ – ۰ ژانویهٔ ۲۰۰۵) بازیکن فوتبال اهل بریتانیا بود.
از باشگاه‌هایی که در آن بازی کرده‌است می‌توان به باشگاه فوتبال لیورپول اشاره کرد.